# Юріє Рошка
Юріє Рошка (рум. Iurie Roşca, *31 жовтня 1961, Теленешти) — молдовський політичний діяч, тележурналіст. Президент Християнсько-Демократичної Народної партії (ХДНП; 1994—2011). Депутат Парламенту Молдови (1990—2009); Віце-спікер Парламенту Молдови (1998—2001; 2005—2009). Член Комітету із захисту Конституції і демократії.

## Біографія
Народився в Теленешти. 1984 закінчив факультет журналістики Кишинівського держуніверситету. У 1986 став співробітником літературної редакції «Телерадіо-Молдова», працював тележурналістом.
1988-1991 активний учасник Народного фронту Молдови. 1990 вперше обраний депутатом парламенту Республіки Молдова).
З 1994 по 2011 керував Християнсько-демократичною народною партією. Неодноразово обирався в парламент, з 1998 по 2001 і з 2005 по 2009 був віце-спікером.
1999 Рошка був кандидатом на посаду примара Кишинева від ХДНП, отримавши підтримку 11,36 % виборців, які взяли участь в голосуванні.
Юніоніст (виступає за приєднання Молдови до Румунії), до 2005 був опонентом президента-комуніста Вороніна, критикував його за «проросійську політику». У квітні 2005 ХДНП під його керівництвом вступила в коаліцію з партією комуністів. У квітні 2005 обраний віце-головою Парламенту Молдови. У червні 2009 призначений заступником Прем'єр-міністра республіки, який курує силові структури.
У січні 2012 Рошка оголосив про створення Комітету із захисту Конституції і демократії (КЗКД). Членами КЗКД стали керівники кількох громадських організацій, політики і політологи. Серед членів комітету значаться депутат першого парламенту Анатол Плугару, юрист Раду Бушіле, колишній член Центральної виборчої комісії Павло Мідріган, колишній постійний представник Республіки Молдова в ООН Олексій Тулбуре.

## Відгуки та оцінки
Володимир Воронін, екс-президент Молдови, голова ПКРМ:
| «Рошка — це, в першу чергу, особистість, Рошка — це людина віри, в повному розумінні слова, це людина, якій можна довіряти. Рошка, щоб сказати, не знаю цього слова по-молдавському, Рошка не виляє, розумієте, не виляє, не такий, як Д'яков — слизький. Він мужик. Якщо б'єшся, побився з мужиком, якщо зробив справу, зробив з мужиком». |
Володимир Цуркан, екс-перший віце-голова парламенту Молдови, голова партії «Єдина Молдова»:
| «Юріє Рошка — людина неординарна. Проявив себе в різні періоди по-різному. Після того як 2005 році він проголосував за переобрання Вороніна на другий президентський термін, з ним відбулися несподівані, з моєї точки зору, зміни. Якщо раніше він був радикалом, то в наступні роки став поступово відходити від ідей уніонізму. Але разом з цим відбулося і стрімке падіння рейтингу його партії». |

## Галерея

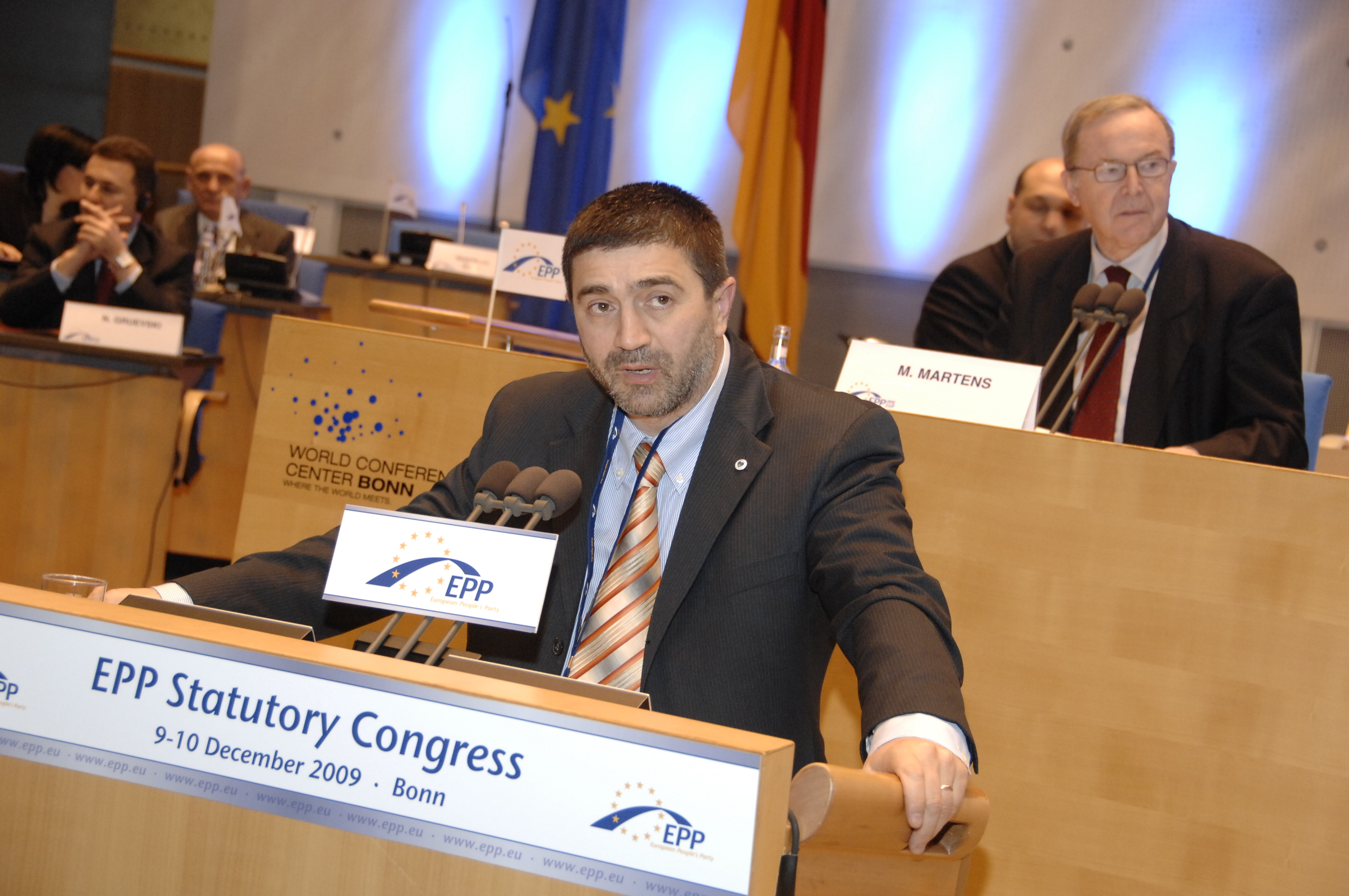
Юріє Рошка на саміті Європейської народної партії, Німеччина, Бонн 2009
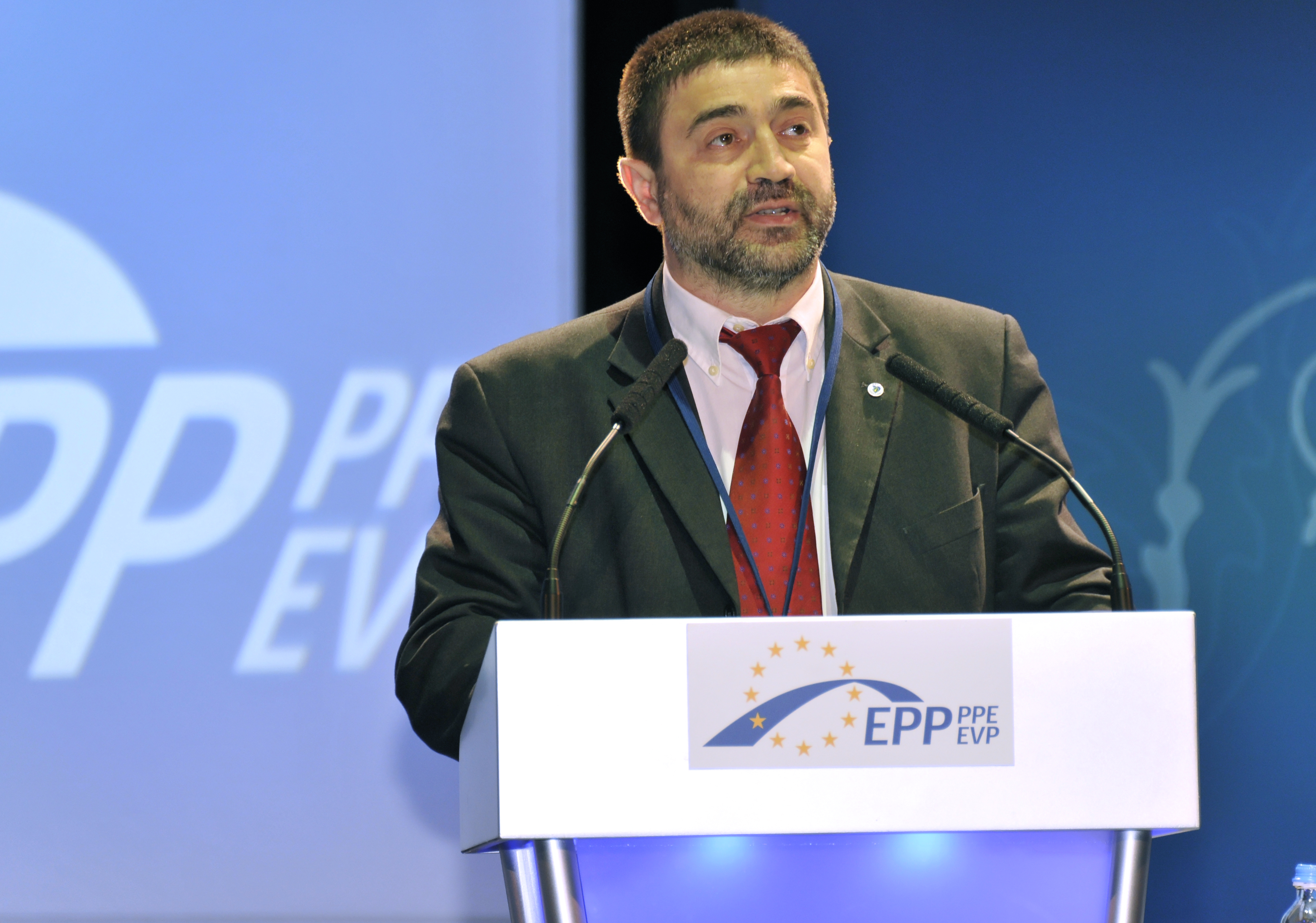
Юріє Рошка на з'їзді Європейської народної партії в Варшаві 2009